# Електростанція

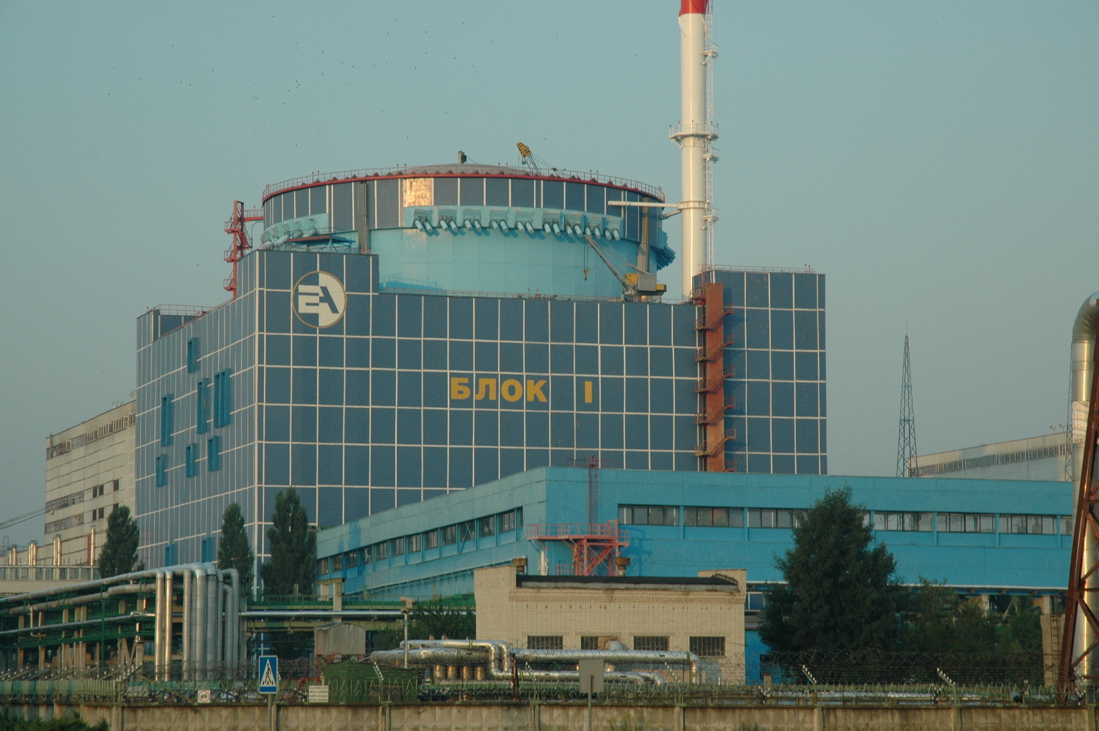
Хмельницька АЕС, Україна

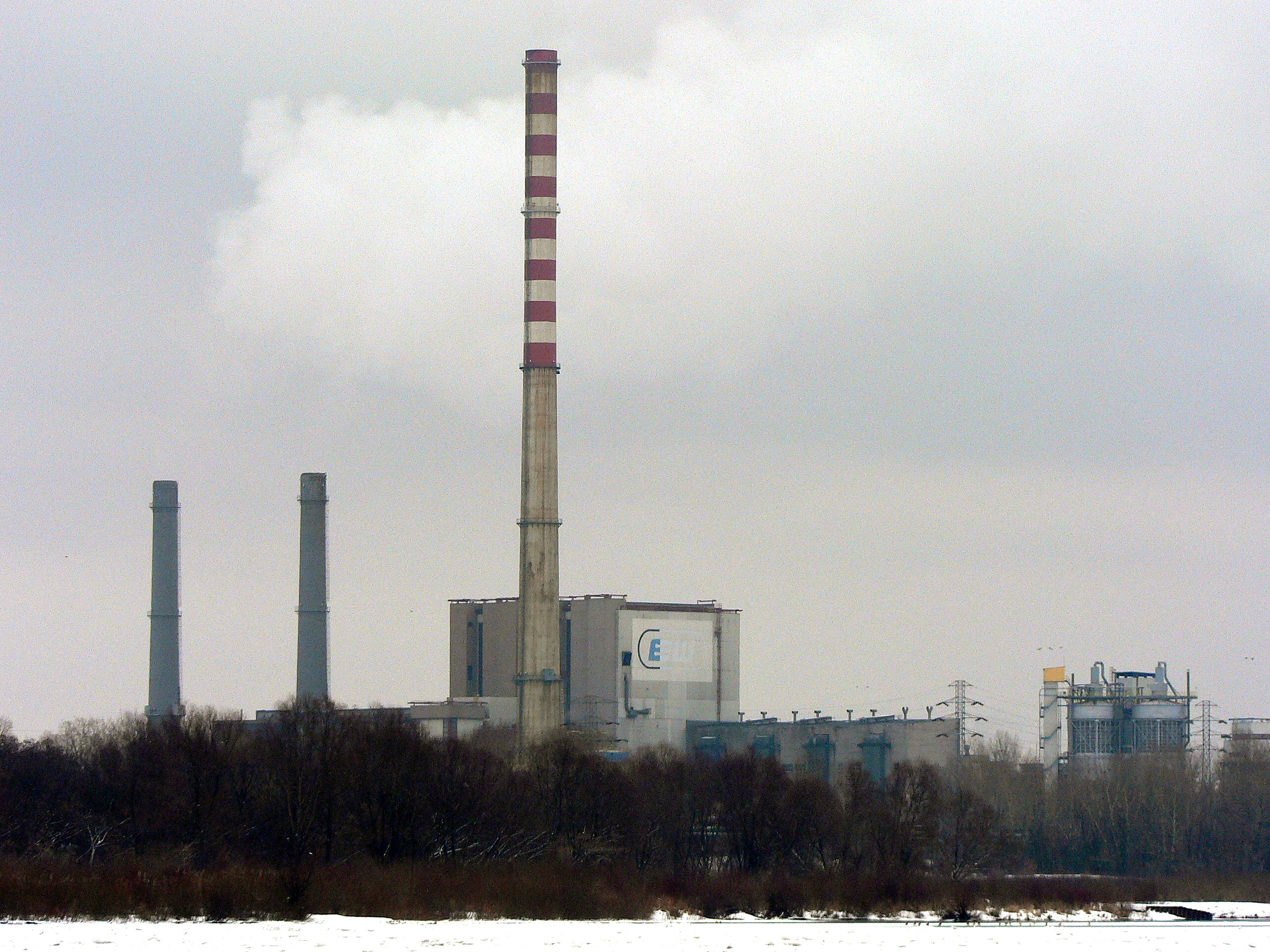
ТЕС у Варшаві, Польща

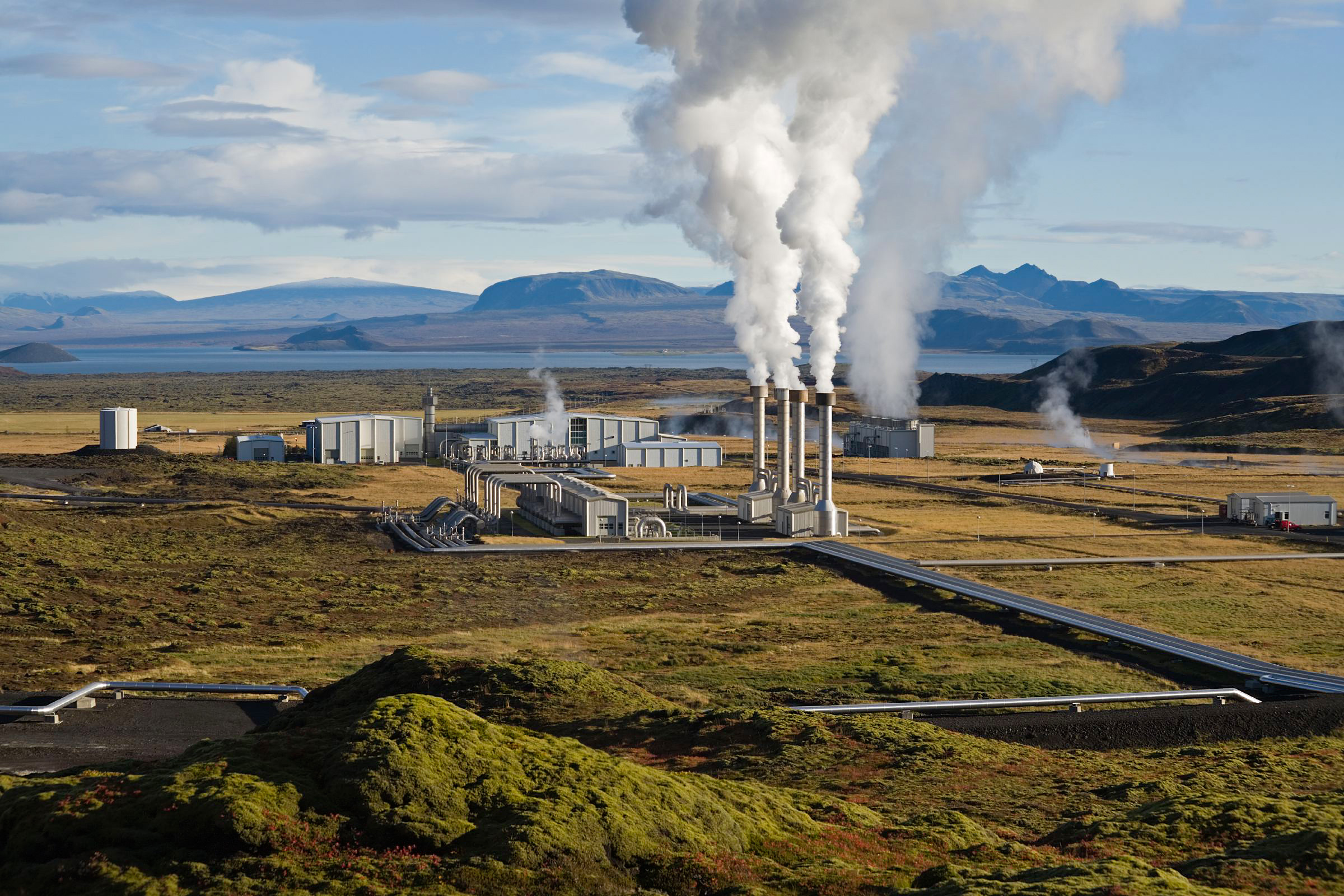
Геотермальна електростанція, Ісландія

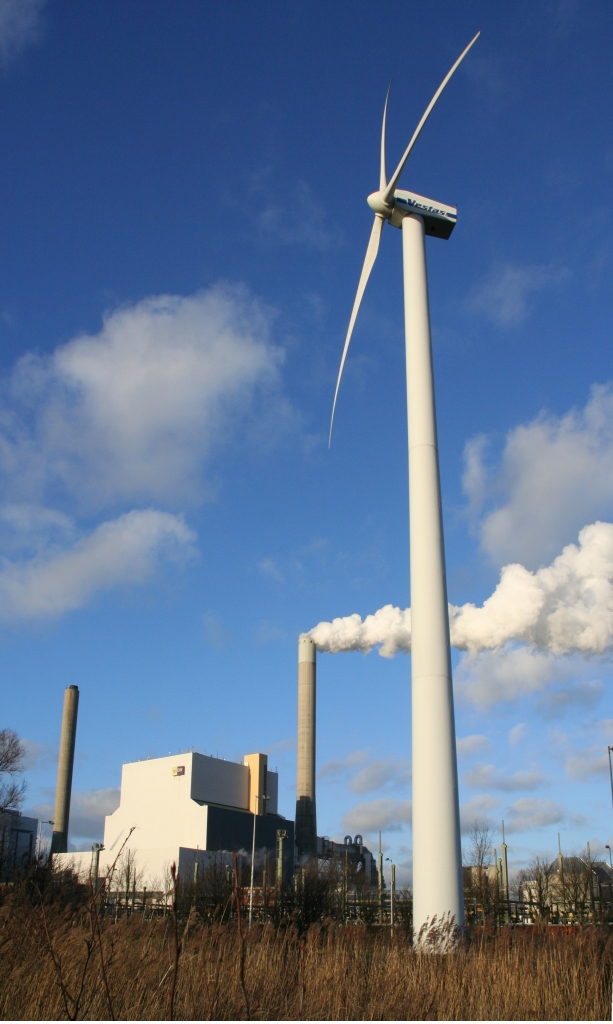
Вітрова електростанція, Амстердам, Нідерланди

Електроста́нція (електрична станція) — промислове підприємство або комплект обладнання для виробництва електроенергії з різних форм первісної енергії.

## Загальна характеристика
Електростанції, що виробляють у великій кількості тепло для потреб споживачів, називаються теплоелектроцентралями (ТЕЦ).
Залежно від виду первісної енергії, електростанції поділяються на:
- класичні теплові,
- атомні теплові,
- гідроелектростанції, а також такі, що використовують:
- як первісну енергію тепло надр Землі — геотермальні електростанції,
- сонячну енергію (сонячні електростанції),
- кінетичну енергію вітру (вітрові електростанції).
- енергію хвиль.

Поки що широкого розповсюдження не набули електростанції, які використовують різницю температури різних шарів морської води, енергію морських хвиль і припливів.
Понад 60 % світової електроенергії виробляють класичні теплові електростанції, близько 17 % — атомні і близько 20 % — гідроелектростанції.

## Історія
На початку 1871 року бельгійський винахідник Зеноб Грамма винайшов достатньо потужний генератор, щоб виробляти електроенергію в промислових масштабах.

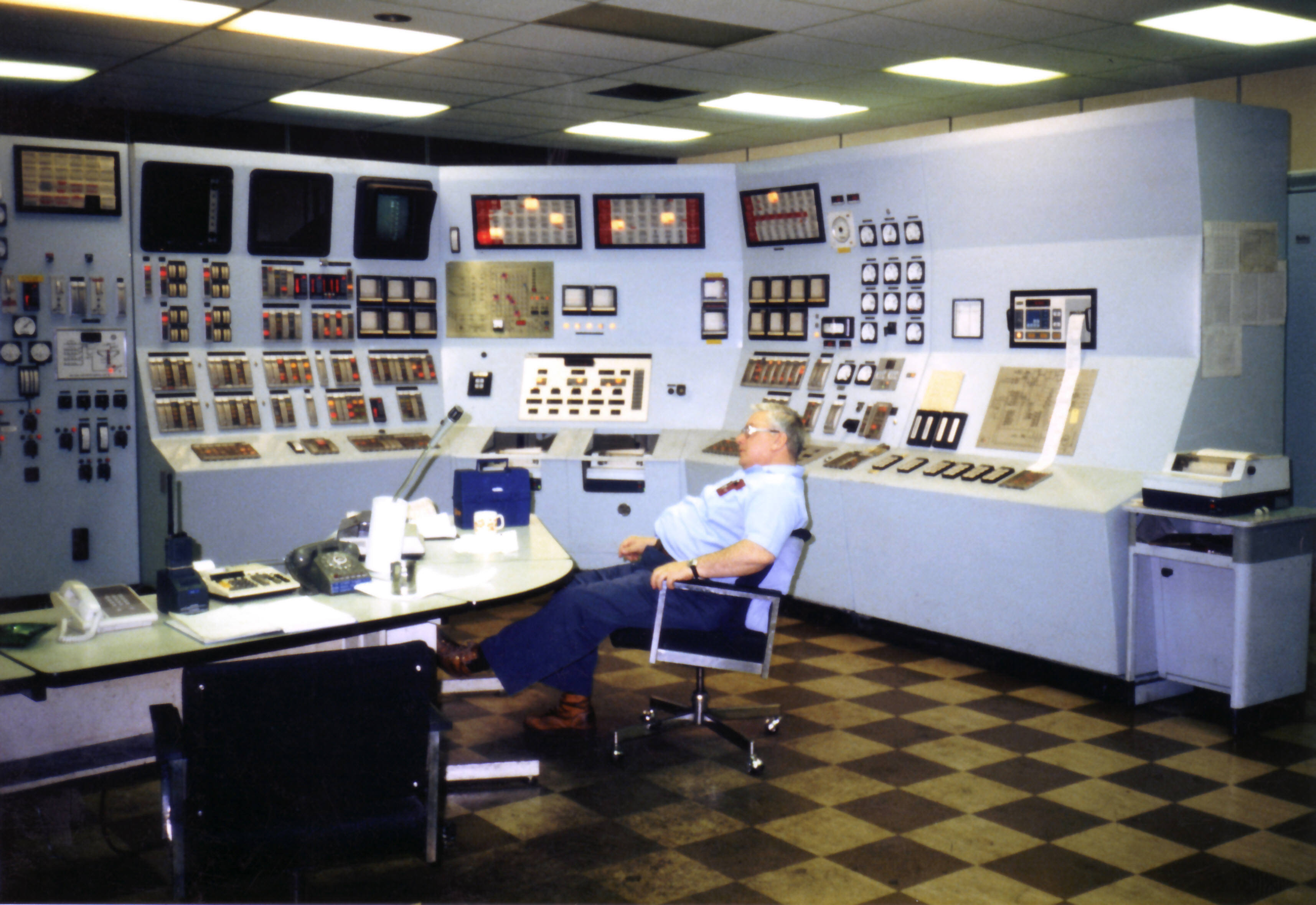
У диспетчерській сучасної електростанції.

У 1878 році лорд Армстронг Вільям спроєктував і побудував гідроелектростанцію в Крагсайді, Англія. Він використовував воду з озер у його маєтку для приводу динамо-машин Siemens. Електрика забезпечувала світло, опалення, гарячу воду, від неї працювали ліфти, а також трудозберігаючі пристрої та господарські будівлі.
У січні 1882 року в Лондоні за проєктом Томаса Едісона, організованого Едвардом Джонсоном, побудували першу в світі громадську електростанцію, яка працювала на вугіллі, Edison Electric Light Station. Котел Babcock & Wilcox приводив у дію парову машину потужністю 93 кВт (125 кінських сил), яка обертала 27-тонний генератор. Це забезпечувало електроенергією приміщення в районі, куди можна було потрапити через водопропускні труби віадуку, не розкопуючи дорогу, яка була монополією газових компаній. Серед замовників були City Temple і Old Bailey. Іншим важливим клієнтом була телеграфна контора Головної пошти, але до неї не можна було дістатися через водопропускні труби. Джонсон організував прокладання кабелю над головою через Голборн Таверн і Ньюгейт.

## Теплові електростанції

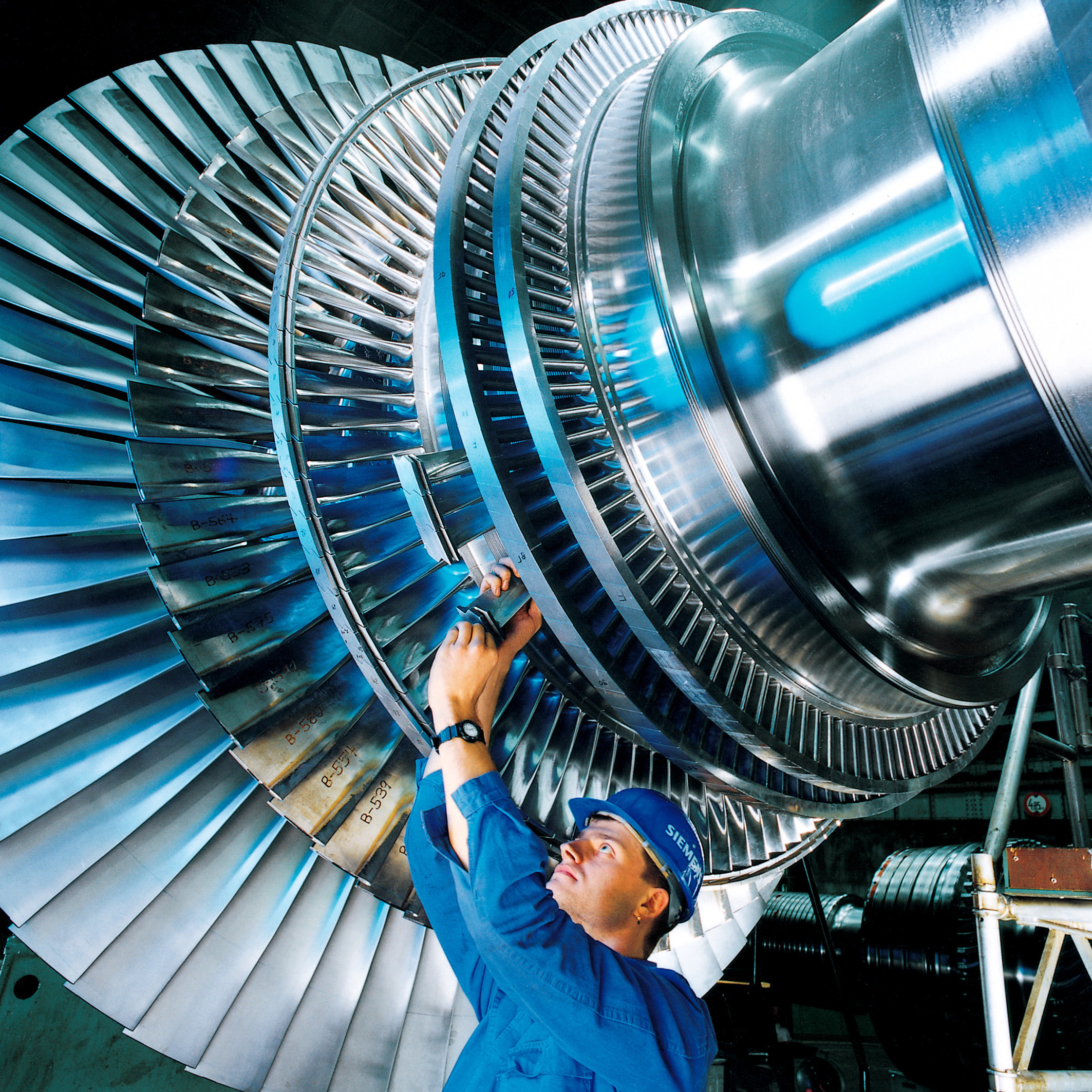
Ротор сучасної парової турбіни, який використовують на електростанції

На теплових електростанціях механічна енергія виробляється тепловим двигуном, який перетворює теплову енергію, часто від згоряння палива, в енергію обертання турбогенератора. Більшість теплових електростанцій виробляють пару, тому їх іноді називають пароелектростанціями. Не вся теплова енергія може бути перетворена на механічну згідно з другим законом термодинаміки; отже, завжди є втрата тепла в навколишнє середовище. Якщо цю втрату використовують як корисне тепло для промислових процесів або централізованого теплопостачання, електростанція називається когенераційною електростанцією або ТЕЦ (комбінована теплоелектростанція). У країнах, де поширене централізоване опалення, існують спеціалізовані теплові станції, які називаються котельнями, що працюють тільки на тепло. Важливий клас електростанцій на Близькому Сході використовує побічне тепло для опріснення води.

## Енергія з відновлюваної енергії

### Гідро

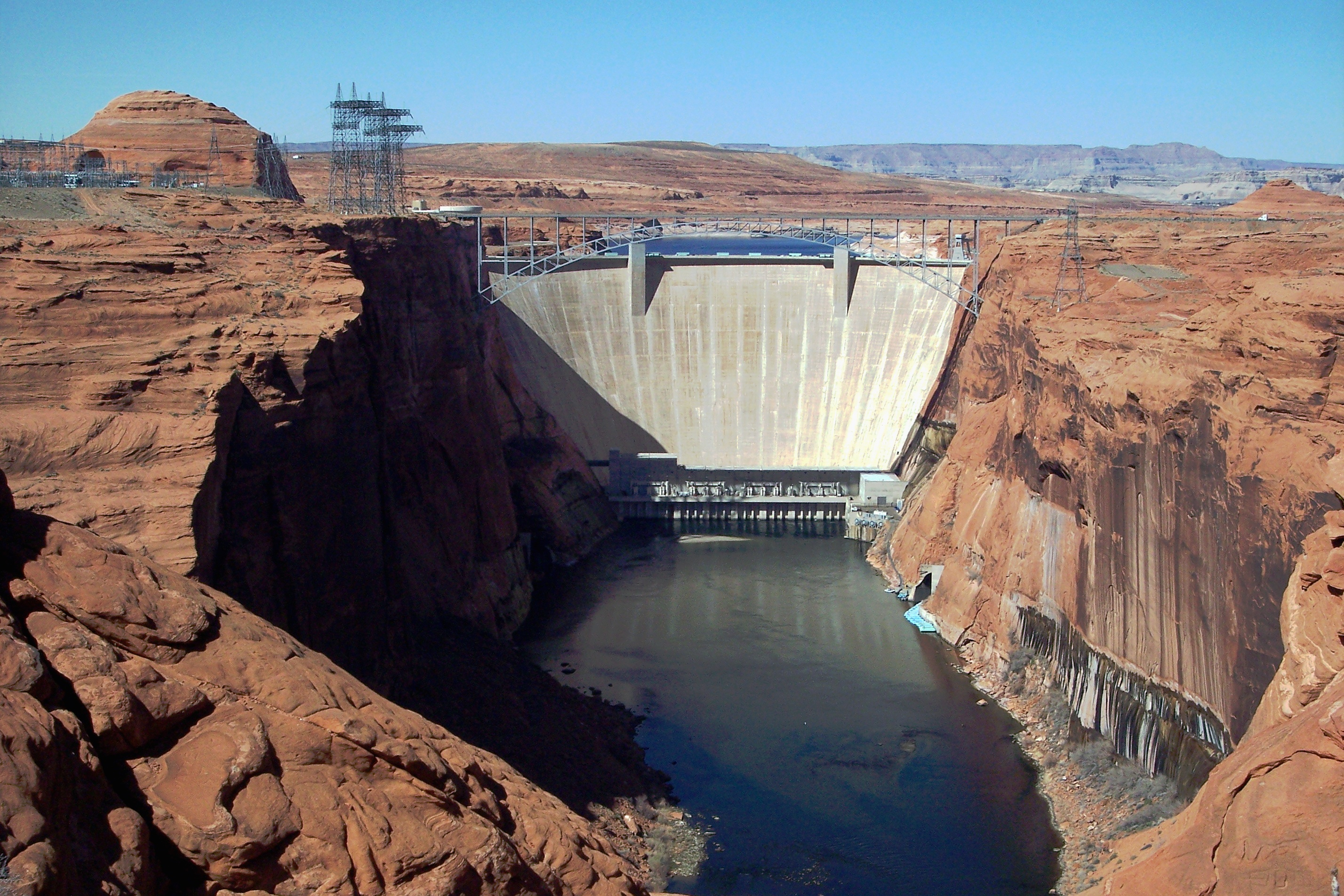
Гідроелектростанція на греблі Глен-Каньйон, Пейдж, Аризона.

На гідроелектростанції вода тече крізь турбіни, використовуючи гідроенергію для виробництва гідроелектрики. Енергія отримується від сили тяжіння води, що падає крізь напірні труби до водяних турбін, приєднаних до генераторів. Обсяг доступної потужності є комбінацією висоти та потоку води. Для підвищення рівня води та створення озера для зберігання води можна побудувати широкий спектр дамб. Гідроенергію виробляють у 150 країнах, у 2010 році Азійсько-Тихоокеанський регіон виробляв 32 відсотки світової гідроенергії. Китай є найбільшим виробником гідроелектроенергії, виробивши 721 терават-годин 2010 року, що становило близько 17 відсотків внутрішнього споживання електроенергії.

### Сонячна

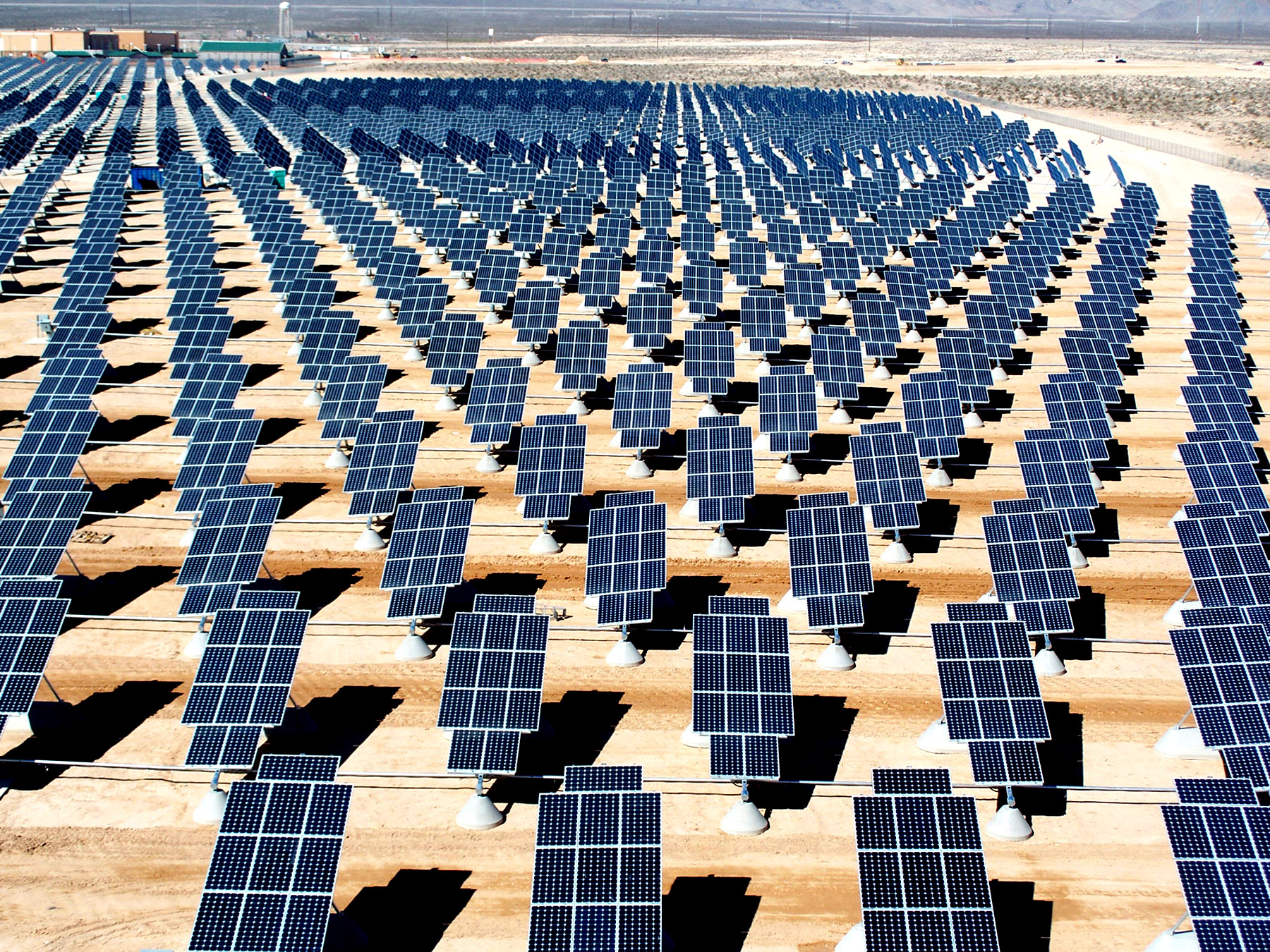
Сонячна електростанція Nellis в Неваді, США.

Сонячну енергію можна перетворити на електрику або безпосередньо в фотоелектричних комірках, або на концентруючій сонячній електростанції шляхом спрямування відбитого світла для запуску теплового двигуна.
Сонячна фотоелектрична електростанція перетворює сонячне світло в електроенергію постійного струму за допомогою фотоелектричного ефекту. Інвертори перетворюють постійний струм на змінний для приєднання до електричної мережі. Цей тип установки не використовує обертові машини для перетворення енергії.

### Вітряна

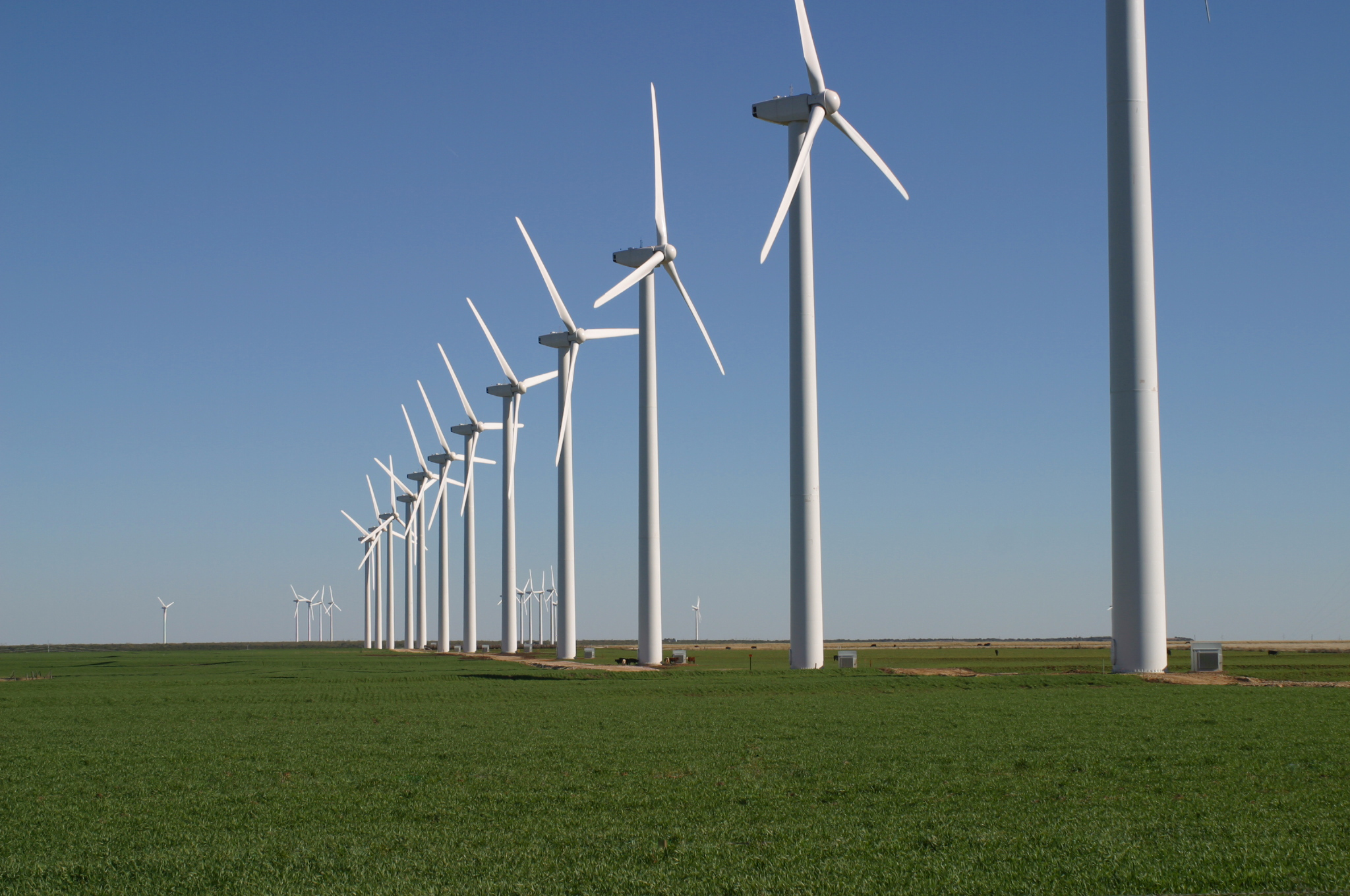
Вітрові турбіни в Техасі, США.

Вітрові турбіни можна використовувати для виробництва електроенергії в районах із дужими постійними вітрами, іноді на березі моря. Багато різних конструкцій використовували в минулому, але майже всі сучасні турбіни, які виробляють сьогодні, використовують трилопатеву конструкцію проти вітру. Вітрові турбіни, увімкнені в електромережу, які зараз будуються, набагато більші, ніж установки, встановлені в 1970-х роках. Таким чином, вони виробляють електроенергію дешевше та надійніше, ніж попередні моделі. У більших турбінах (порядку одного мегавата) лопаті рухаються повільніше, ніж у старих, менших агрегатів, що робить їх менш загрозливими та безпечнішими для птахів.

### Морська
Морська енергія або енергія моря (також іноді її називають енергією океану або енергією океану) відноситься до енергії, що переноситься океанськими хвилями, припливами, солоністю та різницею температур океану. Рух води у світовому океані створює величезний запас кінетичної енергії, або енергії руху. Цю енергію можна використовувати для виробництва електроенергії для будинків, транспорту та промисловості.

### Осмотична

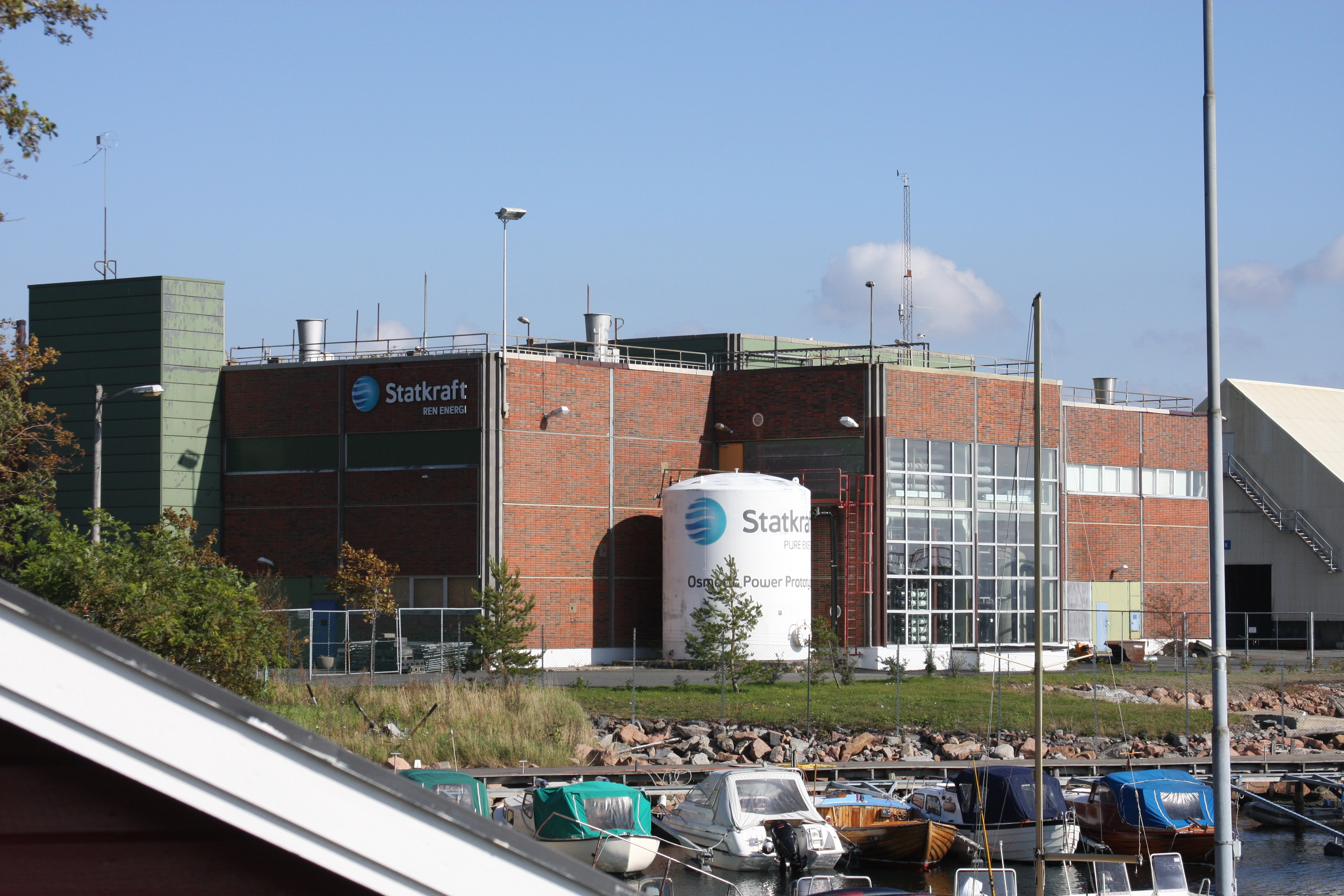
Прототип осмотичної електростанції в Тофте (Хурум), Норвегія.

Енергія градієнта солоності називається осмосом із затримкою тиску. У цьому методі морська вода закачується в барокамеру під тиском, нижчим за різницю між тисками солоної та прісної води. Прісна вода також закачується в барокамеру крізь мембрану, яка збільшує як об'єм, так і тиск у камері. Коли різниця тиску компенсується, турбіна обертається, створюючи енергію. Цей спосіб особливо вивчається норвезькою комунальною компанією Statkraft, яка підрахувала, що в Норвегії завдяки цьому процесу буде доступно до 25 ТВт-год на рік. Компанія Statkraft побудувала перший у світі прототип осмотичної електростанції на фіорді Осло, який було відкрито 24 листопада 2009 року. Однак у січні 2014 року компанія Statkraft оголосила, що не продовжує цей пілот.

### Біомаса

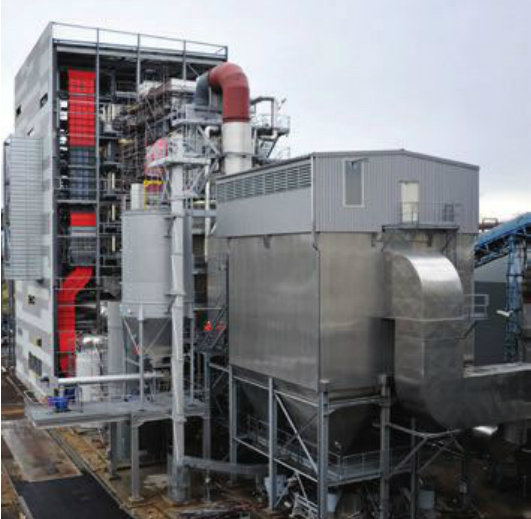
Електростанція на біомасі в Меці.

Енергія біомаси може бути отримана від спалювання відходів зеленого матеріалу для нагрівання води в пару та приводу парової турбіни. Біоенергія також може бути оброблена за допомогою різних температур і тисків у реакціях газифікації, піролізу або торрефікації. Залежно від бажаного кінцевого продукту, ці реакції створюють більш енергетично щільні продукти (синтез-газ, деревні пелети, біовугілля), які потім можна подавати в супровідний двигун для виробництва електроенергії з набагато нижчим рівнем викидів порівняно з відкритим спалюванням.